# Hydropsyche elissoma
Hydropsyche elissoma är en nattsländeart som beskrevs av Ross 1947. Hydropsyche elissoma ingår i släktet Hydropsyche och familjen ryssjenattsländor. Inga underarter finns listade i Catalogue of Life.